# Siwerskodonezk
Siwerskodonezk (ukrainisch Сіверськодонецьк, bis 2024 Сєвєродонецьк Sjewjerodonezk; russisch Северодоне́цк Sewerodonezk) ist eine Stadt im Westen der Oblast Luhansk in der Ukraine mit etwa 100.000 Einwohnern (Stand 2020).

## Geschichte

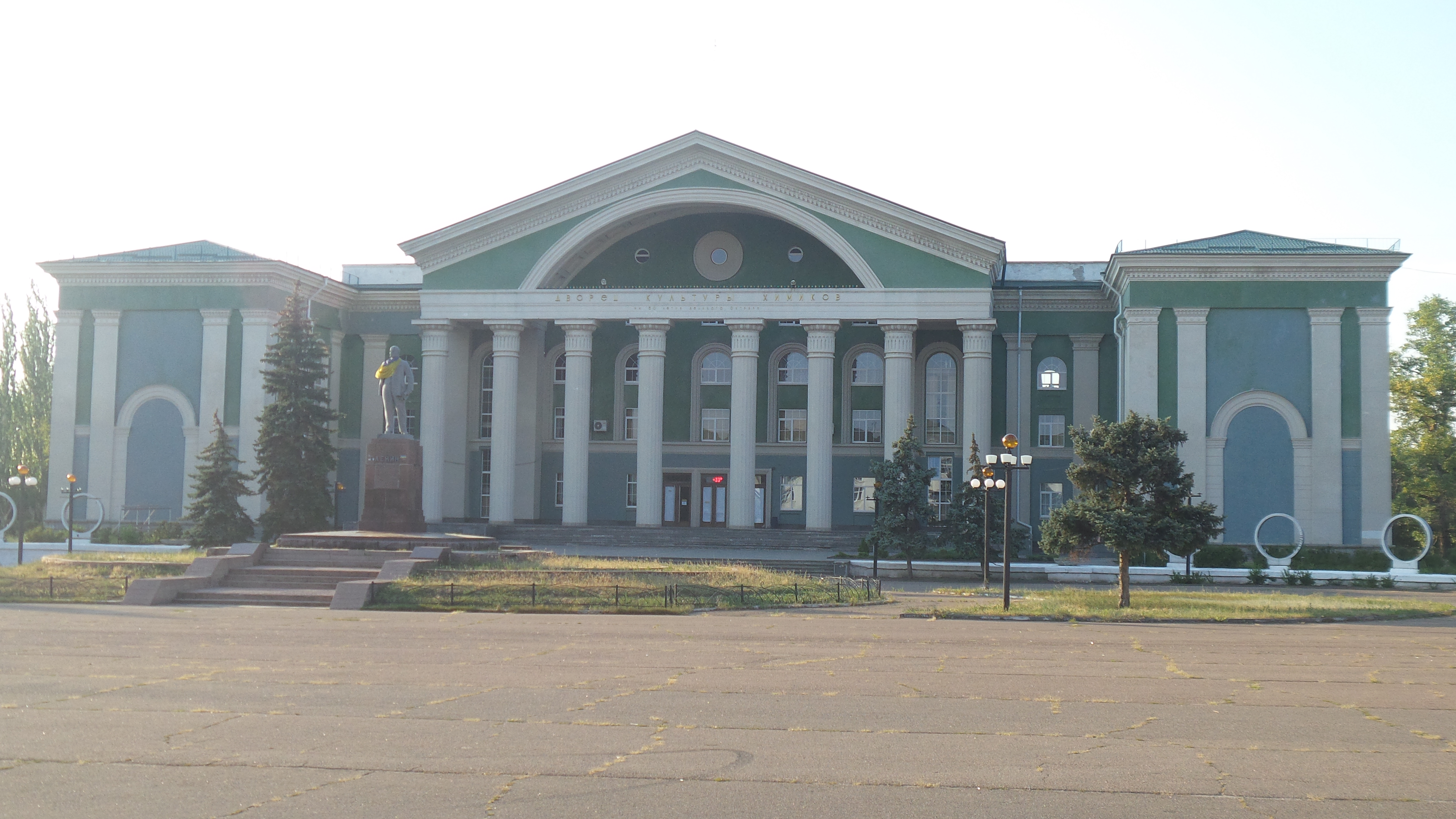
Kulturpalast der Chemiker

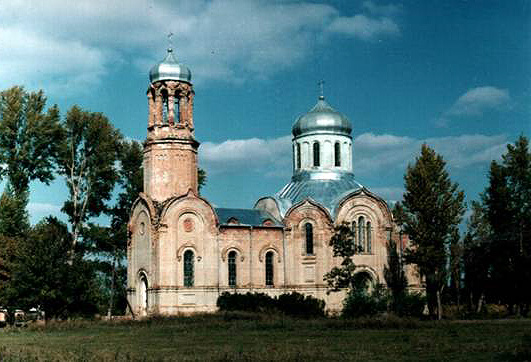
Dreifaltigkeitskirche in Siwerskodonezk

Ein chemisches Kombinat (Azot) und eine Arbeitersiedlung Lis-chimstroj (Лисхимстрой) wurden 1934 gegründet. 1950 wurde die Siedlung in Sewerodonezk umbenannt und erhielt 1954 das Stadtrecht.
Am 28. November 2004 trat in der Stadt der „Allukrainische Kongress der Abgeordneten aller Ebenen“ zusammen, an dem hauptsächlich Vertreter der prorussischen Partei der Regionen teilnahmen. Sie drohte mit der Ausrufung einer Autonomie für die acht östlichen und südlichen Regionen der Ukraine sowie die Krim und Sewastopol. Dies war der erste Versuch, die Ukraine zu spalten.
Im Rahmen des Ostukrainekonfliktes seit 2014 siedelte sich die Verwaltung für jene Teile der Oblast Luhansk, die unter ukrainischer Kontrolle verblieben, in der Stadt an.
Infolge des russischen Überfalls auf die Ukraine 2022 ist Siwerskodonezk Raketenangriffen ausgesetzt und Kriegsschauplatz. Die Eroberung der Stadt mit dem Chemiewerk wurde im Juni 2022 zum zentralen Ziel russischer Angriffe, um die Oblast Luhansk vollständig zu beherrschen. Am 24. Juni 2022 befahl der Gouverneur der Region Luhansk den Rückzug der ukrainischen Truppen aus Siwerskodonezk. Er sagte, 90 Prozent der Häuser seien zerstört. Seit dem 25. Juni 2022 ist die Stadt unter russischer Kontrolle. Nach dem Ende der Kämpfe beklagte das Amt der Vereinten Nationen für die Koordinierung humanitärer Angelegenheiten die aussichtslose Versorgungslage der verbliebenen Bevölkerung.

## Geographie
Siwerskodonezk befindet sich etwa 70 km nordwestlich von Luhansk und 100 km nordöstlich der in der angrenzenden Oblast Donezk liegenden Stadt Donezk. Die Stadt liegt am Ufer des Siwerskyj Donez, des größten Zuflusses auf der rechten Seite des Dons.

## Verwaltungsgliederung
Am 12. Juni 2020 wurde die Stadt zum Zentrum der neugegründeten Stadtgemeinde Sjewjerodonezk (Сєвєродонецька міська громада/Sjewjerodonezka miska hromada). Zu dieser zählen auch die Siedlungen städtischen Typs Boriwske, Metjolkine, Syrotyne und Woronowe, die 12 in der untenstehenden Tabelle aufgelistetenen Dörfer sowie die Ansiedlungen Lisna Datscha, Pawlohrad und Synezkyj, bis dahin bildete sie zusammen mit den gleichen Siedlungen städtischen Typs, den 3 Dörfern Bobrowe, Oskoloniwka und Wojewodiwka sowie den gleichen Ansiedlungen die gleichnamige Stadtratsgemeinde Sjewjerodonezk (Сєвєродонецька міська рада/Sjewjerodonezka miska rada) welche direkt unter Oblastverwaltung stand und im Norden des ihn umschließenden Rajons Popasna lag.
Seit dem 17. Juli 2020 ist sie ein Teil des Rajons Siwerskodonezk.
Folgende Orte sind neben dem Hauptort Siwerskodonezk Teil der Gemeinde:
| Name                     | Name           | Name                               |
| ukrainisch transkribiert | ukrainisch     | russisch                           |
| ------------------------ | -------------- | ---------------------------------- |
| Bobrowe                  | Боброве        | Боброво (Bobrowo)                  |
| Boriwske                 | Борівське      | Боровское (Borowskoje)             |
| Borowenky                | Боровеньки     | Боровеньки (Borowenki)             |
| Hawryliwka               | Гаврилівка     | Гавриловка (Gawrilowka)            |
| Jepifaniwka              | Єпіфанівка     | Епифановка (Jepifanowka)           |
| Lisna Datscha            | Лісна Дача     | Лесная Дача (Lesnaja Datscha)      |
| Metjolkine               | Метьолкіне     | Метёлкино (Metjolkino)             |
| Nowa Astrachan           | Нова Астрахань | Новая Астрахань (Nowaja Astrachan) |
| Nyschnij Suchodil        | Нижній Суходіл | Нижний Суходол (Nischni Suchodol)  |
| Oleksandriwka            | Олександрівка  | Александровка (Alexandrowka)       |
| Oskoloniwka              | Осколонівка    | Осколоновка (Oskolonowka)          |
| Pawlohrad                | Павлоград      | Павлоград (Pawlograd)              |
| Purdiwka                 | Пурдівка       | Пурдовка (Purdowka)                |
| Smoljanynowe             | Смолянинове    | Смоляниново (Smoljaninowo)         |
| Synezkyj                 | Синецький      | Синецкий (Sinezki)                 |
| Syrotyne                 | Сиротине       | Сиротино (Sirotino)                |
| Tschabaniwka             | Чабанівка      | Чабановка (Tschabanowka)           |
| Woronowe                 | Воронове       | Вороново (Woronowo)                |
| Wojewodiwka              | Воєводівка     | Воеводовка (Wojewodowka)           |

## Wirtschaft
Siwerskodonezk war bis zur Zerstörung ein bedeutender Standort der Chemieindustrie in der Ukraine. Unter anderem befindet sich dort die Düngemittelfabrik Asot der Group DF. Kriegsbedingt ist ein Großteil der Produktion eingestellt worden.

## Verkehr
Dem innerstädtischen Verkehr dienten mehrere öffentliche Buslinien und Trolleybuslinien. Vom Bahnhof Lyssytschansk aus, 4 km von Siwerskodonezk entfernt, fuhren Züge nach Kiew sowie Regionalzüge. In der Stadt befand sich ein Busbahnhof mit nationalen und internationalen Anbindungen. Die wirtschaftliche Nutzung des Flughafens wurde nach dem Zerfall der Sowjetunion aufgegeben.

## Bevölkerungsentwicklung
| 1939  | 1959   | 1970   | 1979    | 1989    | 2001    | 2010    | 2020    |
| ----- | ------ | ------ | ------- | ------- | ------- | ------- | ------- |
| 5.240 | 33.180 | 90.036 | 113.041 | 131.376 | 119.940 | 111.487 | 102.396 |

Quelle: 

## Städtepartnerschaften
Siwerskodonezk listet folgende Partnerstädte auf:
| Stadt        | Land                                 | seit |
| ------------ | ------------------------------------ | ---- |
| Ceadîr-Lunga | Gagausien, Republik Moldau           | 2010 |
| Jelenia Góra | Niederschlesien, Polen               | 2006 |
| Riwne        | Ukraine                              | 2007 |
| Serpuchow    | Moskau, Russland                     |      |
| Schachty     | Südlicher Föderationskreis, Russland | 2013 |

## Söhne und Töchter der Stadt
- Ihor Berkut (* 1964), ukrainischer Politiker
- Serhij Hajdaj (* 1975), ukrainischer Politiker
- Nikolai Dawydenko (* 1981), russischer Tennisspieler
- Pawlo Hubarjew (* 1983), ukrainischer Politiker; Wortführer der prorussischen Bewegung in der Ostukraine
- Alexander Komaristy (* 1989), russischer Eishockeyspieler
- Rudi Molleker (* 2000), deutscher Tennisspieler